# جيويوسا يونيكا
هي مدينة تقع في مقاطعة ريدجو كالابريا في إيطاليا .

## السكان
في سنة 1861 بلغ عدد السكان 5٬780 نسمة، وتطور العدد ليصل في سنة 2011 لـ 7٬014 نسمة.
يظهر هذا المخطط البياني تطور النمو السكاني لـ جيويوسا يونيكا